# Инфильтрация (тактика)
Инфильтрация (от лат. in — «в» и ср.-век. лат. filtratio, «процеживание»), в военном деле — это тактика, основанная на использовании лёгкой пехоты, атакующей арьергард противника и изолирующей основные вражеские силы, оставляя их для атаки подходящими сзади частями с более тяжёлым вооружением.

## История

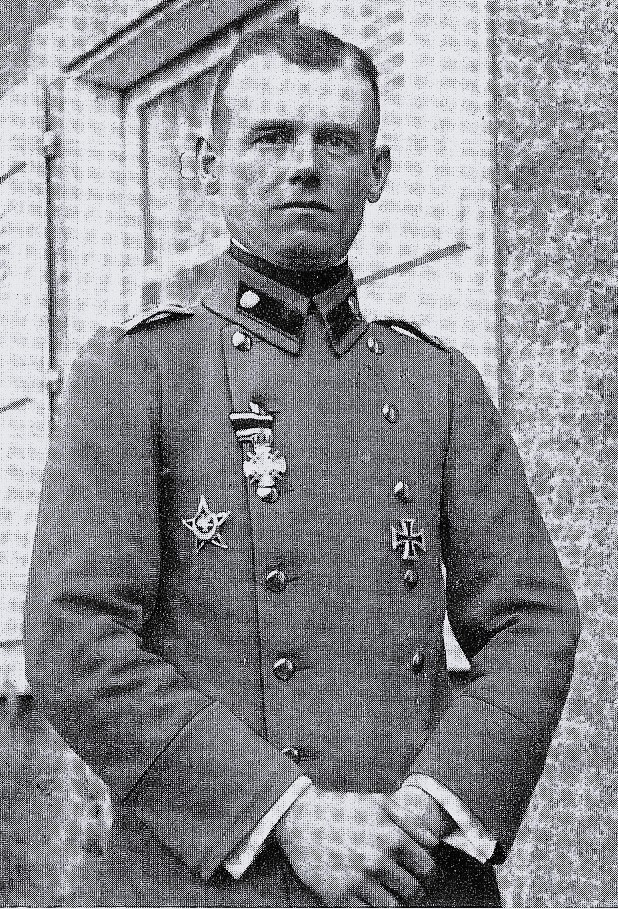
Вилли Рор.

Изобретение тактики было приписано французской прессой Оскару фон Гутьеру как тактика Гутьера. Впоследствии, при изучении истории Первой мировой войны выяснилось, что Гутьер не имел отношения к изобретению. Германский генералитет лишь поощрял инициативы и эксперименты снизу, для чего, в частности, в 1915 году был создан первый «штурмовой батальон» (штурмтруперы, Stormtroopers). В какой-то степени создателем тактики можно считать его командира Вилли Рора.

В те три года, когда я командовал ротой во время Первой мировой войны, мы всегда проводили концентрированные атаки с небольшим количеством людей и большим количеством артиллерии. Иными словами, у вас должно быть много техники, но как можно меньше людей, именно так и надо воевать.— Генерал танковых войск Г. Бальк.
Другой взгляд на авторство тактики отражен, например, в словаре Первой мировой войны, где в следующих друг за другом статьях Infantry tactics (Пехотная тактика) и Infiltration (Инфильтрация) даны несколько противоречащие друг другу сведения. В первой статье утверждается, что тактика была разработана фон Гутьером на основе опыта, полученного немецким командованием, в 1916 году во время Брусиловского прорыва при применении её русскими войсками под командованием А. А. Брусилова. Во второй же говорится, что тактика была разработана в 1915 году, а Гутьер лишь использовал ее при осаде Риги в сентябре 1917.
Данная тактика применялась в течение последних лет Первой мировой войны и использовалась в различных видах, Канадским экспедиционным корпусом в битве при Вими в апреле 1917 года, британскими силами в Битве при Камбре и немецкими силами в битве при Капоретто в октябре 1917, а также как составная часть тактики мирного проникновения.